# Kenneth Carlsen
Kenneth Carlsen (* 17. dubna 1973 Kodaň) je bývalý dánský tenista. Byl specialistou na rychlé povrchy.
Byl členem klubu KB Tennis. V roce 1991 byl na třetím místě světového juniorského žebříčku. Profesionálně hrál v letech 1992 až 2007. Zúčastnil se 46 grandslamových turnajů, nejlepším výsledkem bylo čtvrté kolo na Australian Open v roce 1993. V turnajích ATP Tour byl trojnásobným vítězem a čtyřnásobným finalistou ve dvouhře a trojnásobným finalistou ve čtyřhře. Na světovém žebříčku bylo jeho nejlepším umístěním 41. místo ve dvouhře a 134. místo ve čtyřhře. Jeho bilance v Davis Cupu byla 29 vítězství a 13 porážek ve dvouhře a 11 vítězství a 12 porážek ve čtyřhře. Startoval na olympijských hrách 1992 (vypadl v prvním kole) a olympijských hrách 1996 (postoupil do třetího kola).
V letech 2009 až 2019 byl nehrajícím kapitánem dánského daviscupového týmu.

## Turnajová vítězství
- Hong Kong Open 1998
- Japan Open Tennis Championships 2002
- US National Indoor Championships 2005